# Wadi Halfa
Wādī Ḥalfā (Arabisch: وادي حلفا, [ˈwaːdi ˈħalfa], "esparto-dal") is een stad in de staat Ash-Shamaliyah van Soedan aan de oevers van het Nassermeer, vlak bij de grens met Egypte. Het is het eindpunt van een spoorlijn vanuit Khartoem, en het punt waar goederen van het spoor worden overgebracht naar veerboten die het meer afvaren. In 2007 telde de stad 15.725 inwoners. De stad ligt te midden van talloze Nubische oudheden en was het middelpunt van veel archeologisch werk, onder andere van teams die artefacten probeerden te redden van de overstromingen veroorzaakt door de voltooiing van de Aswandam.

## Klimaat
Wadi Halfa heeft een warm woestijnklimaat (Köppen BWh), typisch voor de Nubische woestijn. Wadi Halfa ontvangt elk jaar de hoogste gemiddelde hoeveelheid felle zonneschijn, met een extreme waarde van 4.300 uur, wat gelijk is aan 97–98 % mogelijke zonneschijn. Daarnaast ontvangt de stad een gemiddelde jaarlijkse hoeveelheid neerslag van 0,5 millimeter. Regelmatig gaan er jaren voorbij zonder dat er regen op de grond valt.
Wadi Halfa kent lange, hete zomers en korte, warme winters. De jaarlijkse gemiddelde temperatuur is ongeveer 27 °C. Van mei tot en met september liggen de gemiddelde maxima boven 40 °C. De jaarlijkse gemiddelde potentiële verdamping behoort ook tot de hoogste ter wereld, met een totaal van 5,930 millimeter.

## Geschiedenis

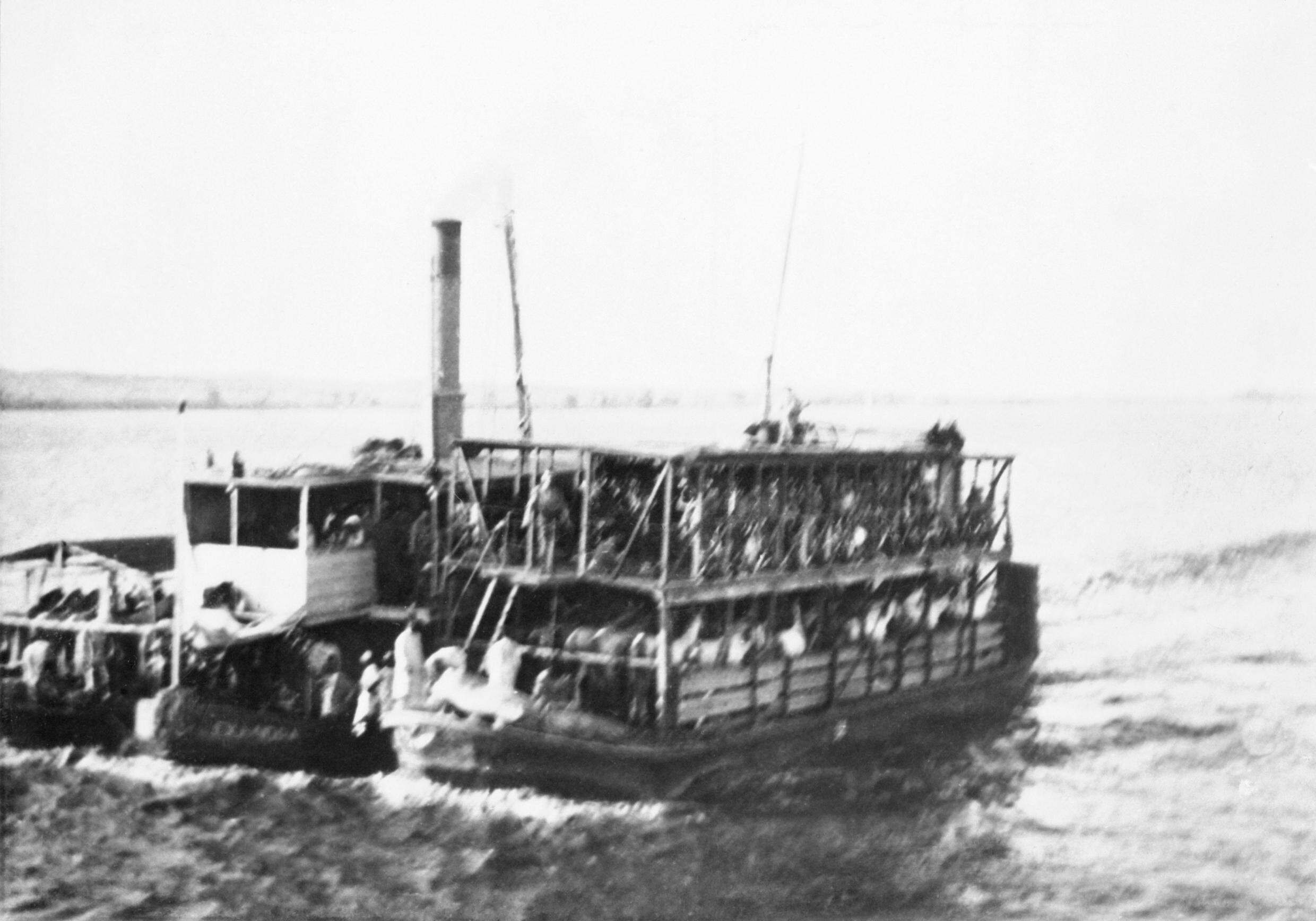
een 19e-eeuwse foto van Britse troepen aan boord van een stoomboot die Wadi Halfa met Assioet verbond tijdens de Mahdistische Oorlog

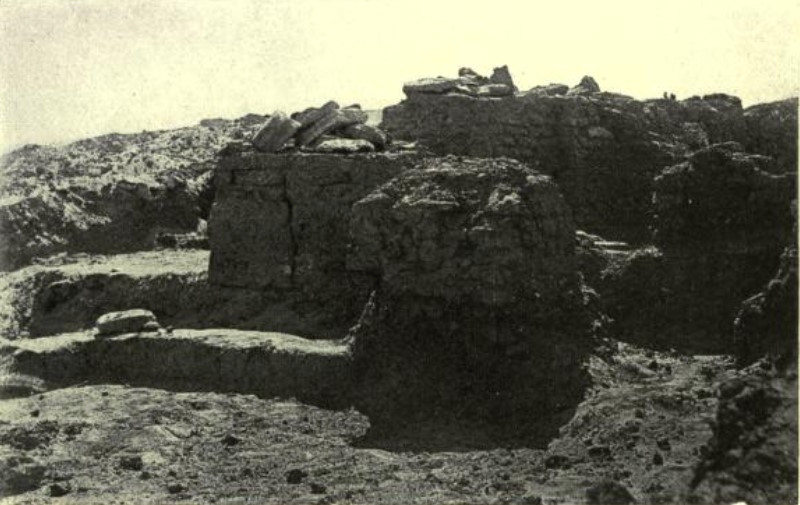
foto uit 1910 met de ruïnes van een middeleeuwse Nubische kerk nabij Wadi Halfa

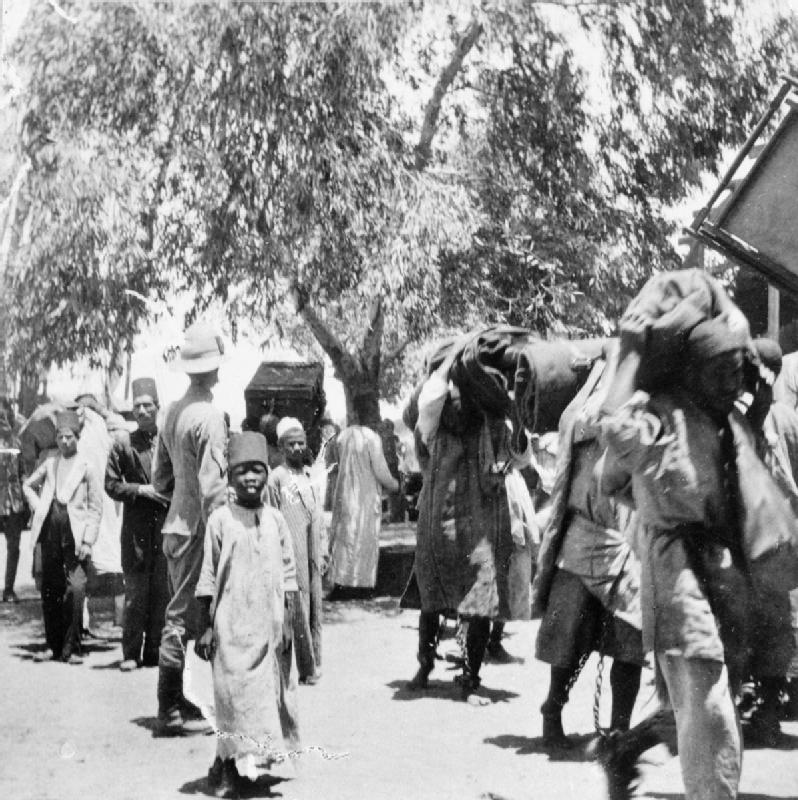
geketende Soedanese gevangenen die Britse bagage door Wadi Halfa droegen in 1898

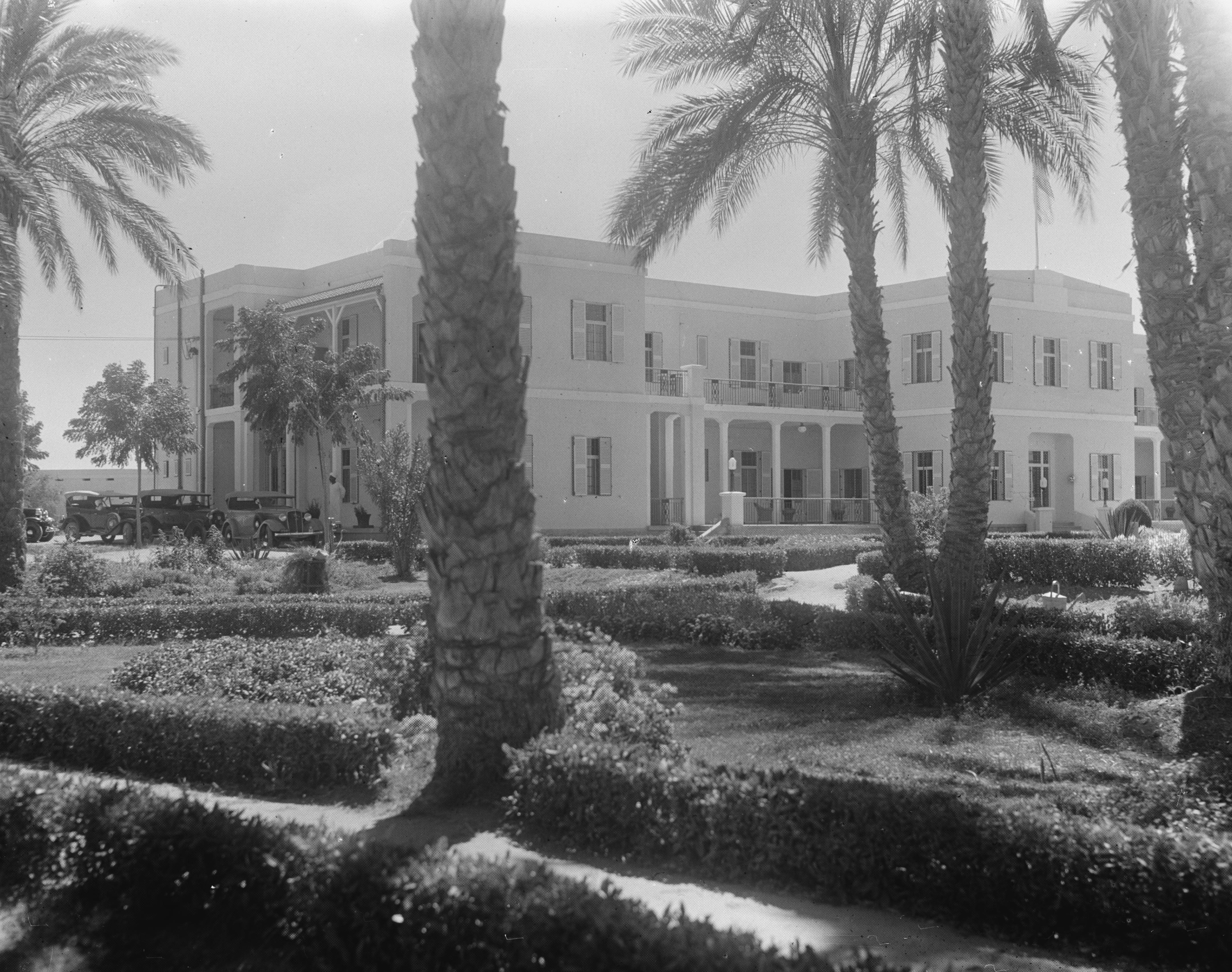
Wadi Halfa RR-hotel, 1936

Archeologisch bewijs geeft aan dat er al sinds de oudheid nederzettingen in het gebied hebben bestaan. Tijdens de periode van het Middenrijk bestond de Egyptische kolonie Boehen aan de overkant van de rivier, tot aan de Romeinse tijd. 
De moderne stad Wadi Halfa ontstond in de 19e eeuw, toen het een haven aan de Nijl werd voor stoomboten uit Aswan. Tijdens de Turks-Egyptische verovering van 1820 werd Wadi Halfa gebruikt als stopplaats voor troepen die naar het zuiden trokken. De communicatie ontwikkelde zich in de tweede helft van de 19e eeuw, met een telegraaflijn naar Egypte die in 1866 werd aangesloten en mislukte pogingen om een spoorlijn naar Kerma aan te leggen in 1873   en 1877. De uiteindelijke vestiging van het Soedanese spoorwegeindpunt in Wadi Halfa, welke via een stoomboot verbonden was met het Egyptische railnetwerk via een haven net ten zuiden van Assioet, zorgde ervoor dat de stad de voormalige karavaanhalteplaats in Korosko overschaduwde.
In 1885 ging Wadi Halfa een periode van onrust in nadat hij onder het Mahdistische oorlogsregime viel. Er braken regelmatig conflicten uit aan de grens, en in 1889 trok het leger van Abd al-Rahman al-Mahdi de stad binnen op weg naar de Slag bij Tushki. Wadi Halfa was korte tijd het hoofdkwartier van de door de Britten geleide Egyptische en Britse strijdkrachten onder Kitchener die van 1881 tot 1885 de strijdkrachten van Mohammed Ahmad, de door zijn discipelen uitgeroepen Mahdi, wilden verslaan. De spoorlijn langs de Nijl werd oorspronkelijk in 1897 aangelegd om deze militaire opbouw te ondersteunen. Ze strekt zich via Atbarah uit tot El Obeid en verder tot in het zuiden en westen van Soedan. 
Tussen 1911 en 1931 was er een riviermeetstation in Wadi Halfa om veranderingen na de bouw van de Lage Aswandam te monitoren, maar van 1931 tot 1962 werd het verplaatst naar Kajnarty, 47 kilometer ten noorden van de stad. 
In de 20e eeuw werd in de stad een spoorweghotel gebouwd, en tijdens de Tweede Wereldoorlog was Wadi Halfa een communicatiepost voor de geallieerde troepen in Afrika. In 1956 was de stad uitgegroeid tot 11.000 inwoners. Op 8 november 1959 bracht de ondertekening van de Nijlwaterovereenkomst tussen Sudan en de Verenigde Arabische Republiek veel discussie over het gebied teweeg. De overeenkomst om het gebied na de aanleg van de Hoge Aswandam onder water te zetten zou directe gevolgen hebben voor ongeveer 52.000 mensen in het gebied, welke vanaf 1960 over een periode van vier jaar zouden moeten worden hervestigd. Het zwaarst getroffen waren de Nubiërs die op 23 en 24 oktober 1960 in Wadi Halfa demonstreerden tegen hervestiging, en op 26 oktober vonden demonstraties plaats in de Soedanese hoofdstad Khartoem, die door de politie met traangas moesten worden uiteengedreven. De regering onderdrukte de onrust snel, plaatste Wadi Halfa onder de staat van beleg en beperkte de communicatie met de rest van het land. Protesten in Khartoem, voornamelijk van studenten, leidden tot de tijdelijke sluiting van de Khartoem-campus van de Universiteit van Caïro en ongeveer 50 arrestaties. 
De oude stad werd na de bouw van de Hoge Aswandam door overstromingen in 1964 volledig verwoest. Het grootste deel van de stad werd verplaatst en in 1965 telde Nieuw-Halfa slechts 3.200 inwoners. 
In de jaren zeventig werd het gebied intensief onderzocht door archeologen die werkten aan de bescherming van oude Nubische monumenten. 

## Economie
Landbouw speelt een belangrijke rol in de lokale economie. De Chinezen hebben geïnvesteerd in een visverwerkingsfabriek in de stad.

## Vervoer
De Trans-Afrikaanse autoroute (de snelweg Caïro-Kaapstad) loopt door Wadi Halfa.
In 2012 werd een overeenkomst bereikt tussen Soedan en Egypte om een normaalspoorverbinding Aswan en Wadi Halfa te voltooien. De vooruitgang werd echter tot stilstand gebracht door het Conflict in Soedan in 2023.
- Gemeinsame Normdatei: 4841791-9
- Virtual International Authority File: 245864011